# Günter Leonhardt
Günter Leonhardt (* 6. November 1927 in Münster; † 11. Oktober 2011) war ein deutscher Logistikunternehmer und Gründer des Luftfahrt-Museums Laatzen-Hannover.

## Leben

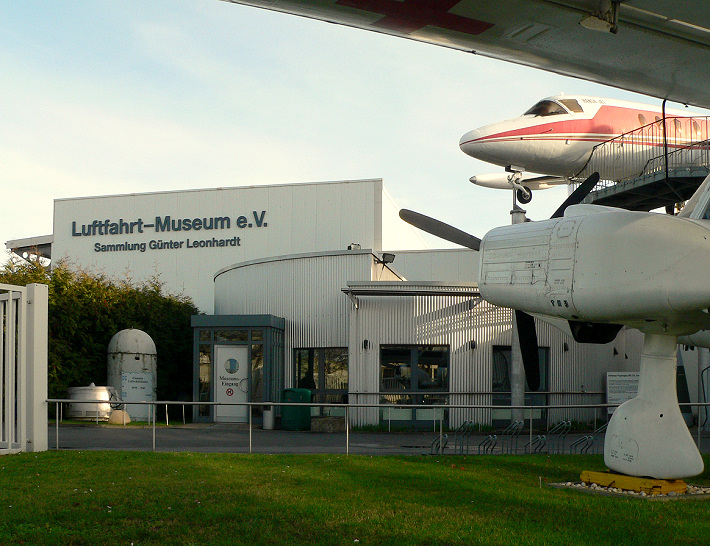
Eingang des Luftfahrtmuseums

Günter Leonhardt interessierte sich schon als Jugendlicher für das Segelfliegen und meldete sich als Freiwilliger bei der Luftwaffe. Er wurde zu einer Luftwaffen-Felddivision kommandiert und nahm an der Ardennenoffensive teil. Dabei wurde er durch einen Unterschenkeldurchschuss verwundet und kam in Kriegsgefangenschaft.
Nach dem Zweiten Weltkrieg baute er gemeinsam mit dem jüdischen Geschäftsmann Karl Nelke die Nelke-Spedition mit Sitz in Laatzen auf, deren Eigentümer er später wurde. 1994 verkaufte er sie. Neben seiner unternehmerischen Tätigkeit übte er zahlreiche Ehrenämter aus, unter anderem war er Vizepräsident des Bundesverbandes für Spedition und Lagerei. In den 1960er Jahren gründete er einen Förderverein für Hannover 96. Seine Leidenschaft galt der Luftfahrt, und er baute eine große Sammlung auf, die er 1992 zum Teil in das Luftfahrt-Museum Laatzen-Hannover überführte. 1986 ließ er für seine Sammlung mehrere Ju 52 aus einem norwegischen See am Polarkreis bergen, die dort um 1940 versunken waren.
Günter Leonhardt wurde am dem Jacobi-Friedhof in Hannover-Kirchrode beigesetzt. Er hinterließ seine Ehefrau Ursula sowie einen Sohn.

## Auszeichnungen
- 2003: Niedersächsischer Verdienstorden 1. Klasse[4][5]
- Verdienstkreuz am Bande des Verdienstordens der Bundesrepublik Deutschland
- Verdienstkreuz 1. Klasse des Verdienstordens der Bundesrepublik Deutschland
- 1987: Ehrenkreuz der Bundeswehr in Gold[6]